# Satèl·lit extrasolar

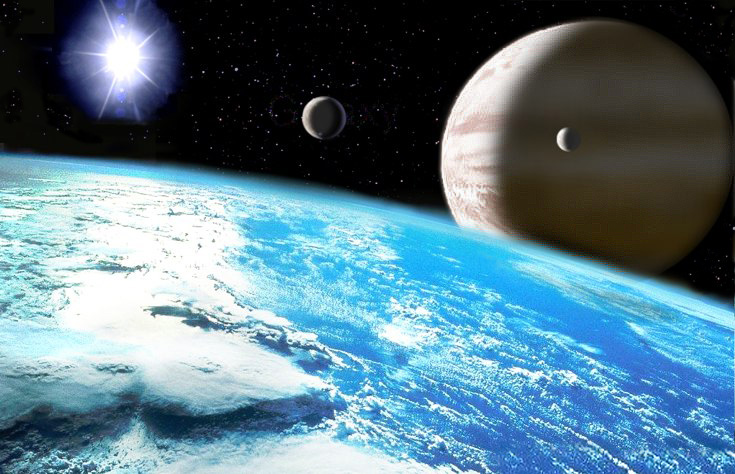
Representació artística d'un planeta extrasolar i els seus satèl·lits naturals.

Un satèl·lit extrasolar o exosatèl·lit és un satèl·lit natural que segueix una òrbita de manera natural al voltant d'un planeta extrasolar o d'una nana marró.

## Definició de satèl·lit al voltant d'una nana marró
A part de la definició tradicional, de la Unió Astronòmica Internacional, segons la qual tots els satèl·lits naturals orbiten al voltant de planetes que, al mateix temps, giren entorn d'una estrella; «satèl·lit» és tot cos que gira al voltant d'un altre amb una massa inferior a la massa necessària per a la fusió termonuclear del deuteri. Actualment es calcula que la massa crítica per a tal fusió equival a 13 vegades la massa del planeta Júpiter.

## Teoria i cerca de satèl·lits extrasolars
La millor prova de l'existència de satèl·lits extrasolars es troba, de fet, al nostre sistema solar. La gran quantitat de satèl·lits que existeixen entorn dels planetes que orbiten el Sol dona evidència de l'alta probabilitat de l'existència de satèl·lits naturals orbitant exoplanetes que, en un futur, amb la millora dels sistemes de detecció, seran més fàcil de trobar.